# Mehdi Taouil
Mehdi Taouil (in arabo مهدي طويل‎?; Villeneuve-Saint-Georges, 20 maggio 1983) è un ex calciatore marocchino, di ruolo centrocampista.

## Palmarès

### Club

#### Competizioni nazionali
- Campionato tedesco di seconda divisione: 1

Norimberga: 2003-2004